# ملفين إي. نولين
ملفين إي. نولين (بالإنجليزية: Melvin E. Newlin)‏ هو عسكري أمريكي، ولد في 27 سبتمبر 1948 في أوهايو في الولايات المتحدة، وتوفي في 4 يوليو 1967 في محافظة كوانغ نام في فيتنام.